# لیل-دو-گران-کالومه، کبک
لیل-دو-گران-کالومه (به فرانسوی: L'Île-du-Grand-Calumet) شهری در منطقه شهری پونتیاک ناحیه اوتاوه در استان کبک کانادا است. در سرشماری سال ۲۰۱۱ این شهر ۷۳۳ نفر جمعیت داشته‌است و مساحت آن ۱۳۰٫۶۱ کیلومتر مربع است.